# Diabolocatantops rufipennis
Diabolocatantops rufipennis är en insektsart som beskrevs av Li, T. och Xingbao Jin 1984. Diabolocatantops rufipennis ingår i släktet Diabolocatantops och familjen gräshoppor. Inga underarter finns listade i Catalogue of Life.